# Episodi di Costanza
La prima stagione della serie televisiva italiana Costanza, composta da 8 episodi, è stata trasmessa in prima visione e in prima serata su Rai 1 dal 30 marzo al 13 aprile 2025.
| nº | Titolo     | Prima TV       |
| -- | ---------- | -------------- |
| 1  | Episodio 1 | 30 marzo 2025  |
| 2  | Episodio 2 | 30 marzo 2025  |
| 3  | Episodio 3 | 31 marzo 2025  |
| 4  | Episodio 4 | 31 marzo 2025  |
| 5  | Episodio 5 | 6 aprile 2025  |
| 6  | Episodio 6 | 6 aprile 2025  |
| 7  | Episodio 7 | 13 aprile 2025 |
| 8  | Episodio 8 | 13 aprile 2025 |

## Episodio 1
- Diretto da: Fabrizio Costa
- Scritto da: Salvatore Basile, Fabrizia Midulla e Giorgio Nerone

### Trama
- Ascolti: telespettatori 4 028 000 – share 23,20%[3].

## Episodio 2
- Diretto da: Fabrizio Costa
- Scritto da: Salvatore Basile, Fabrizia Midulla e Giorgio Nerone

### Trama
- Ascolti: telespettatori 4 028 000 – share 23,20%[3].

## Episodio 3
- Diretto da: Fabrizio Costa
- Scritto da: Salvatore Basile, Fabrizia Midulla e Giorgio Nerone

### Trama
- Ascolti: telespettatori 4 044 000 – share 22,80%[4].

## Episodio 4
- Diretto da: Fabrizio Costa
- Scritto da: Salvatore Basile, Fabrizia Midulla e Giorgio Nerone

### Trama
- Ascolti: telespettatori 4 044 000 – share 22,80%[4].

## Episodio 5
- Diretto da: Fabrizio Costa
- Scritto da: Salvatore Basile, Fabrizia Midulla e Giorgio Nerone

### Trama
- Ascolti: telespettatori 3 527 000 – share 21,10%[5].

## Episodio 6
- Diretto da: Fabrizio Costa
- Scritto da: Salvatore Basile, Fabrizia Midulla e Giorgio Nerone

### Trama
- Ascolti: telespettatori 3 527 000 – share 21,10%[5].

## Episodio 7
- Diretto da: Fabrizio Costa
- Scritto da: Salvatore Basile, Fabrizia Midulla e Giorgio Nerone

### Trama
- Ascolti: telespettatori 3 711 000 – share 21,90%[6].

## Episodio 8
- Diretto da: Fabrizio Costa
- Scritto da: Salvatore Basile, Fabrizia Midulla e Giorgio Nerone

### Trama
- Ascolti: telespettatori 3 711 000 – share 21,90%[6].